# Miège

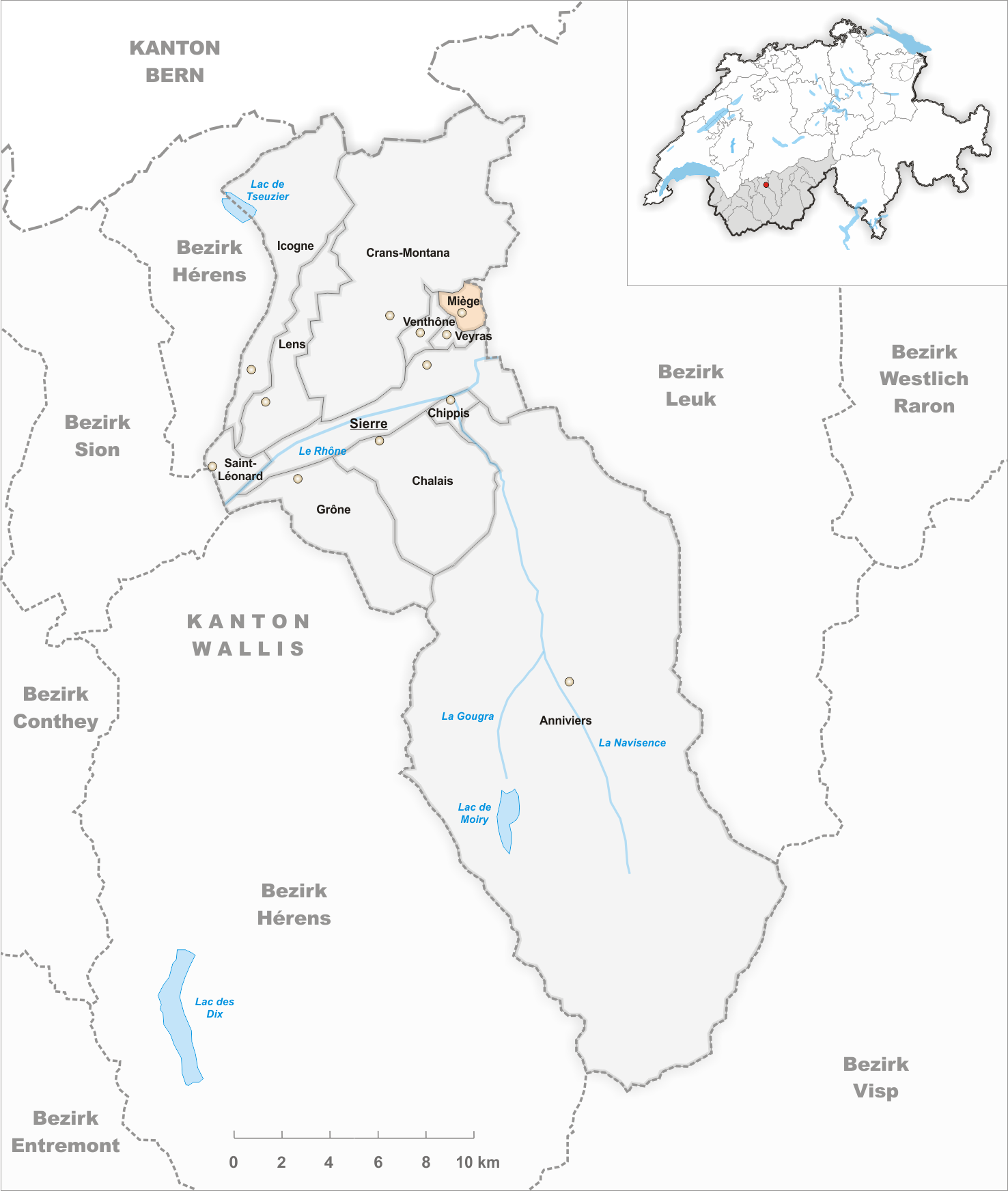
Gemeindestand vor der Fusion am 1. Januar 2021

Miège (deutsch Miesen) ist eine Ortschaft in der Gemeinde Noble-Contrée des Bezirks Siders sowie eine Pfarrgemeinde des Dekanats Siders im französischsprachigen Teil des Kantons Wallis in der Schweiz.  Am 1. Januar 2021 fusionierte Miège mit den ehemaligen Gemeinden Venthône und Veyras zur neuen Gemeinde Noble-Contrée.

## Geographie
Miège liegt 2 km nördlich von Siders am Südhang des Mont Bovin. Im Osten bildet der Bach Raspille die natürliche Grenze gegen Salgesch sowie die deutsch-französische Sprachgrenze. Der Ort liegt mitten in Weinbaugebiet, welches den grössten Teil der Fläche ausmacht und bis auf 824 m ü. M. hinauf reicht.

## Geschichte
Miège wurde als Mieio im Jahr 1226 erstmals urkundlich erwähnt. Erste Zeugen menschlicher Anwesenheit sind Gräber aus der Eisenzeit und dem frühen Mittelalter. Im 12. Jahrhundert gehörte der Ort unter der bischöflichen Herrschaft Siders.
Seit 1839 besteht die politische Gemeinde, 1872 kam die Bürgergemeinde dazu. 2021 ging Miège in der neuen Gemeinde Noble-Contrée auf.

Luftbild (1949)

## Bevölkerung
| Bevölkerungsentwicklung | Bevölkerungsentwicklung | Bevölkerungsentwicklung | Bevölkerungsentwicklung | Bevölkerungsentwicklung | Bevölkerungsentwicklung | Bevölkerungsentwicklung | Bevölkerungsentwicklung | Bevölkerungsentwicklung | Bevölkerungsentwicklung |
| ----------------------- | ----------------------- | ----------------------- | ----------------------- | ----------------------- | ----------------------- | ----------------------- | ----------------------- | ----------------------- | ----------------------- |
| Jahr                    | 1798                    | 1850                    | 1900                    | 1950                    | 2000                    | 2010                    | 2012                    | 2014                    | 2016                    |
| Einwohner               | 280                     | 283                     | 438                     | 591                     | 913                     | 1245                    | 1326                    | 1332                    | 1354                    |